# NGC 2038
NGC 2038 is een open sterrenhoop in het sterrenbeeld Tafelberg. Het hemelobject werd op 24 november 1834 ontdekt door de Britse astronoom John Herschel.

## Synoniemen
- ESO 56-SC158